# Allure of the Seas
La Allure of the Seas è una nave da crociera costruita nei cantieri STX Europe a Turku in Finlandia per la compagnia crocieristica norvegese-statunitense Royal Caribbean International. È la seconda nave della classe Oasis, insieme alle gemelle Oasis of the Seas, Harmony of the Seas e Symphony of the Seas, completate rispettivamente nel 2009, nel 2015 e nel 2018. Al momento del suo varo, nel 2009, era la più grande nave passeggeri mai costruita.
Il progetto della classe Oasis fu iniziato come il "Project Genesis". La nave fu ordinata nel febbraio 2006, mentre la costruzione fu iniziata due anni dopo, con l'impostazione il 2 dicembre 2009. Nel maggio del 2008, il nome "Allure of the Seas", così come il nome della classe e della nave gemella ("Oasis of the Seas", classe Oasis) fu scelto mediante un concorso. Dopo il varo, avvenuto il 20 novembre 2009, l'allestimento della nave proseguì fino ad ottobre 2010. La capacità passeggeri standard e di 5.400 persone, 6.400 alla massima capienza. Il costo di costruzione è stato di circa 1,2 miliardi di dollari.
Il 29 ottobre 2010 la Allure of the Seas ha lasciato il cantiere salpando per Port Everglades, in Florida negli Stati Uniti d'America.
Nel maggio 2015 la nave è entrata in bacino di carenaggio a Cadice e per tutta la stagione estiva 2015 ha effettuato crociere nel Mediterraneo.
Il 13 marzo 2020 arriverà a Barcellona e inizieranno i lavori per un rinnovo di 165 milioni $ per cominciare tutta la stagione estiva 2020 nel mediterraneo il 10 maggio 2020.